# Salomon Steinheim
Salomon Ludwig Steinheim, o Salomon Levy Steinheim (Bruchhausen, 1789 – Zurigo, 1866), è stato un filosofo e poeta tedesco di origini ebraiche.
Medico ad Altona dal 1813 al 1845, differenziò marcatamente religione e filosofia contrastando la dottrina ufficiale ebraica. Visse per lunghi periodi a Roma.